# Cantón de Brouvelieures
El cantón de Brouvelieures era una división administrativa francesa, que estaba situada en el departamento de Vosgos y la región de Lorena.

## Composición
El cantón estaba formado por diez comunas:
- Belmont-sur-Buttant
- Biffontaine
- Bois-de-Champ
- Brouvelieures
- Domfaing
- Fremifontaine
- Les Poulières
- Les Rouges-Eaux
- Mortagne
- Vervezelle

## Supresión del cantón de Brouvelieures
En aplicación del Decreto nº 2014-268 de 27 de febrero de 2014, el cantón de Brouvelieures fue suprimido el 22 de marzo de 2015 y sus 10 comunas pasaron a formar parte del nuevo cantón de Bruyères.